# ТЕС Цепель-II
ТЕС Цепель-II (угор. Csepel-II) — теплова електростанція в Угорщині у південно-східній частині Будапешту.
У 1940 — 1950 роках в будапештському районі Цепель стали до ладу не менше 4 турбін загальною потужністю 42 МВт. В 2000-му їх замінили на порядок потужнішою електростанцією, яка використовує енергоефективну технологію комбінованого парогазового циклу. ТЕС Цепель II має один блок із загальним показником 403 МВт, в якому дві газові турбіни потужністю по 142,5 МВт живлять через котли-утилізатори одну парову турбіну потужністю 118 МВт. Всі турібни постачила General Electric, при цьому генеральним підрядником виступила австрійська компанія VA TECH
Окрім виробництва електроенергії, станція забезпечує теплопостачання споживачів Будапешту. Для покриття пікових навантежень вона має допоміжні котли — один паровий та чотири водогрійні.
Як основне паливо використовується природний газ, який з 2000-го подається на майданчик по перемичці довжиною 26 км та діаметром 400 мм від Будапештського газопровідного кільця. Резервним паливом виступають важкі дистиляти нафти. 
Майданчик ТЕС розташований на лівому березі Дунаю, вода якого використовується для охолодження.
Видача електроенергії відбувається по ЛЕП, що працює під напругою 120 кВ.
У 2016 році швейцарська компанія Alpiq, яка володіла станцією з 2002 року, продала її угорській державній компанії MVM.
Можливо відзначити, що в Будапешті також діють ТЕЦ Уйпешт, ТЕЦ Кішпешт та ТЕЦ Kelenfold.